# Partido del Pueblo de Timor

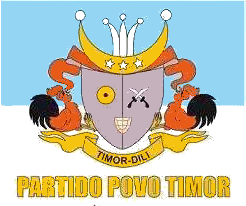
Logo del PPT

El Partido del Pueblo de Timor (PPT) (en portugués Partido do Povo de Timor) es un partido político de Timor Oriental que mantiene una línea conservadora.
Ha participado desde las primeras elecciones democráticas que se han realizado en ese país, en las parlamentarias de 2001 consiguieron el 2% de los votos y obtuvieron 2 curules de los 88 del Parlamento Nacional, luego en 2007 formaron una coalición con el partido KOTA llamada Alianza Democrática la cual consiguió el 3,4% de los votos.